# Georgij Gemist Pleton
Georgij Gemist z vzdevkom Pleton (grško: Γεώργιος Πλήθων Γεμιστός), bizantinski humanist, teolog, filolog, prevajalec, filozof in geograf, * okoli 1355, verjetno Konstantinopel, † 26. junij 1452, Mistra, Peloponez.
Kot eden od odposlancev propadajočega Bizantinskega cesarstva je na združitvenem koncilu v Firencah nasprotoval združitvi grške in latinske cerkve, ki ju je ločil verski razkol leta 1054. Med bivanjem v Firencah je imel vrsto predavanj o Platonu in zbudil precejšnje zanimanje za Platonovo filozofijo in klasični novoplatonizem.
Pod njegovim vplivom je Cosimo Medičejski, de facto vladar Firenc, ustanovil platonistično Akademijo, ki je širom Evrope popularizirala novo zanimanje za antiko od tehničnega prevajanja iz grščine v latinščino do porasta zanimanja za okultne vede. Nasproti krščanstvu je kot religijo prihodnosti zagovarjal poganstvo z močnimi elementi čaščenja starih antičnih božanstev, antičnih misterijev, orfizma, novoplatonizma, babilonskega sabejstva, perzijskega mazdaizma, ki jih v enotno formo veže Platonova filozofija.
Njegov prispevek k geografiji so popravki Strabonovih del.